# 하이드록시클로로퀸
하이드록시클로로퀸(Hydroxychloroquine)은 플라케닐(Plaquenil)이라는 상품명으로 팔리는 말라리아의 예방, 치료약이다. 류머티스 관절염, 루푸스 및 만발성 피부 포르피린증 등의 치료에도 사용된다. 코로나바이러스감염증-19에 대한 실험적 치료제로 연구되고 있다.

## 의학적 사용
하이드록시클로로퀸은 전신 홍반 루푸스, 류마티스 관절염, 만발성 피부 포르피린증 등의 류마티스 질환의 치료에 사용된다. 또한 Q열과 같은 일부 감염질환과 특정 유형의 말라리아에도 효과를 보인다. 전신 홍반 루푸스 치료에서는 일차 치료제로 여겨진다. 다른 유형의 말라리아나 내성을 가진 경우, 혹은 합병증이 생긴 경우에는 다른 약제를 쓰거나 약제를 추가해볼 수 있다.
쇼그렌 증후군의 치료에도 널리 사용되나 효과적이지는 못한 것으로 보인다. 라임병 이후의 관절염 치료에도 널리 이용된다. 하이드록시클로로퀸은 라임병을 일으키는 병원균인 스피로헤타에 대한 활성과 동시에 항염증 활성도 가진다.

## 역사
하이드록시클로로퀸은 말라리아 치료제인 클로로퀸보다 독성을 낮추었다.
하이드록시클로로퀸은 1955년 미국에서 의료용으로 승인되었다. 세계보건기구의 필수 의약품 목록에 포함되어 있다. 2019년 미국에서 122번째로 많이 처방된 약으로 500만 건이 넘는 처방전이 있었다.

## 부작용
일반적인 부작용으로는 구토, 두통, 시력 변화, 근육 약화 등이 있다. 심각한 부작용에는 알레르기 반응이 포함될 수 있다. 모든 위험을 배제할 수는 없지만 임신 중 류머티즘 질환 치료제로 남아 있다.

## 코로나19
2020년 4월 4일, 도널드 트럼프 미국 대통령이 나렌드라 모디 인도 총리에게 말라리아와 루푸스 치료제인 하이드록시클로로퀸 출하를 요청했다. 통화는 아침에 이뤄졌다. 트럼프 대통령은 "그들(인도)은 많은 양의 하이드록시클로로퀸을 만든다"며 "나는 만약 우리 주문량을 풀어준다면 감사할 것이라고 말했다"고 설명했다. 말라리아 치료제인 하이드록시클로로퀸은 코로나19 잠정 치료제 후보군으로 꼽히는 약물이다. 인도 정부는 자국 내 코로나19 확산에 대비해 해당 약물의 수출을 제한한 상황이다.
하이드록시클로로퀸은 세포의 소화대사작용인 오토파지의 기능을 저해하여 바이러스의 증식을 차단하는 기능을 한다고 여겨저 치료제로서의 효능에 대한 연구가 활발하게 이뤄졌다.
관찰실험 결과 코로나 바이러스(Covid-19)가 감염된 후 초기에 처방하였을 경우 많은 회복사례가 보고 되고 있으며 아지트로마이신과의 상승작용으로 인하여 두 약을 동시에 초기치료의 수단으로 사용시 해열효과 및 진정효과가 다수 보고되었다.
하지만 임상실험에서는 같은 효과를 보이지 않고 오히려 부작용으로 인하여 하이드록시클로로퀸의 사용이 대부분 중지되었다.
효과를 보여준 관찰실험들은 바이러스로 인한 감염이 상당히 진행된 상황에서보다 초기에 처방되었을 때 더 나은 효과를 보여주고 있으므로 발병 초기에 사용하는 것이 가장 적절하다고 여겨지고 있다. 최종적인 처방은 해당 진료를 담당하는 의료진에게 상의하여 결정되어야 한다.